# Sangalopsis selina
Sangalopsis selina är en fjärilsart som beskrevs av Thierry-mieg 1910. Sangalopsis selina ingår i släktet Sangalopsis och familjen mätare. Inga underarter finns listade.